# Francesco Sapori

Francesco Sapori (a destra del leggìo), segretario del Sindacato Autori e Scrittori, presenta l'Edizione Monumentale della Divina Commedia all'on. Felice Felicioni (Roma,Palazzo Firenze,ottobre 1937).

Francesco Sapori (Massa Lombarda, 10 gennaio 1890 – Roma, 1º aprile 1964) è stato uno scrittore e critico d'arte italiano.

## Biografia
Nacque a Massa Lombarda (RA) il 10 gennaio 1890 dal senese Ovidio Sapori e da Lida Raggi di origini romagnole. 
Iscritto all'Università a Catania, dove il padre era consigliere di Corte d'Appello, seguì parallelamente la passione per la critica d'arte. Nel 1910 con una sua recensione sulla rivista «Vita d'Arte» (versione digitalizzata) fece conoscere al pubblico nazionale l'opera dell'incisore Guido Colucci. Dopo la laurea in Giurisprudenza, conseguita nel 1912, abbandonò ben presto la carriera del foro per intraprendere quella letteraria.
Partecipò come sottotenente di fanteria alla prima guerra mondiale, da cui ritornò con una medaglia, ma anche con una ferita che lo lasciò per tutta la vita leggermente claudicante. Da quella esperienza, nel 1917, trasse spunto per il suo romanzo La trincea.
Tra la Romagna e il Montefeltro ambientò alcune delle sue novelle e romanzi. Curò antologie di canti popolari e patriottici e manuali scolastici di storia. Uomo dai molteplici interessi, fu romanziere, poeta, giornalista, critico d'arte nonché organizzatore di mostre. Nel 1927 fu nominato Commissario del Sindacato fascista romano degli autori e scrittori. Nel 1930 diresse, insieme a Corrado Govoni, il mensile di poesia e d'arte «La bordata», sul quale trovarono spazio anche articoli di Filippo Tommaso Marinetti. Pubblicò numerosi interventi su «Emporium».
Durante il Ventennio Francesco Sapori si prestò senza riserve nell'attività di propaganda di una cosiddetta "arte fascista"; alcuni suoi titoli rimangono a tal proposito emblematici, come L'arte e il duce (1932) e Il fascismo e l'arte (1934).

Ricoprì numerose e importanti cariche a livello nazionale nel campo delle arti e della cultura: fu direttore delle Gallerie di Roma ed ebbe due incarichi accademici: Storia dell'arte moderna e contemporanea all'Università di Roma e Storia dell'arte nelle Accademie di Belle Arti. Fervido promotore della cultura fascista, fu autore di antologie quali: Scrittori di Roma (Roma, 1938) e Il Duce nel mondo (Roma, 1938).
Morì a Roma il 1º aprile 1964.
Come molti altri artisti che ebbero fama e gloria durante il Ventennio, Sapori fu poi dimenticato, sia per il cambiamento del gusto artistico-letterario sotto l'influenza della produzione anglo-americana, sia per il clima sospetto verso chi era in auge durante il periodo fascista.

## Opere principali

### Narrativa
- La chimera: novelle, Ancona, G. Puccini, 1913
- La trincea: romanzo, Milano, Treves, 1917
- Terrerosse: romanzo, Milano, Treves, 1919 (ripubblicato nel 2006 da Raffaelli Editore in Rimini)
- Idolo del mio cuore: novelle, Milano, Treves, 1920
- Occhi di civetta: novelle, Firenze, Luigi Battistelli, 1920; poi Venezia, La nuova Italia, 1928
- La pace degli angeli: romanzo, Firenze, Bemporad, 1920
- Delitto: romanzo, Milano, Mondadori, 1922
- Incanto di Circe: novelle, Milano, Mondadori, 1924
- Casa dei nonni: romanzo, Milano, Treves, 1926
- In capo al mondo: romanzo, Milano, Treves, 1928
- La pace degli angeli, Milano, Treves, 1930
- Coi Re Magi e con le stelle, Roma, Ed. Di Novissima, 1933 (dedicato al figlio Alvise, nato a Roma nel 1932)
- Il sogno del cavaliere: romanzo, Milano, Garzanti, 1940
- Sotto il sole, S.I., Novissima, 1935; poi Roma, Tosi, 1941
- Amor di Patria: Il libro della quinta classe testo di lettura per le alunne, Verona, Mondadori, 1935

### Critica d'arte
- Poeti italiani irredenti, Firenze, Bemporad, 1915
- La lampada accesa: studi sull'arte antica, Bologna, Zanichelli, 1921
- Marocco pittoresco, Milano, Treves, 1927
- L'amico degli artisti, Roma, Sapientia, 1931
- Luigi Serra. Pittore bolognese, Bologna, Zanichelli, 1932
- L'arte e il duce, Milano, Mondadori, 1932
- Il fascismo e l'arte, Milano, Mondadori, 1934
- L' arte in Roma dalle origini ai giorni nostri, Roma, Istituto di studi romani, 1939
- Scultura italiana moderna, Libreria dello Stato, Roma, 1949
- Architettura in Roma 1901-1950, A. Belardetti Editore, Roma, 1953
- Louis Rivier, Libera Signoria delle Arti, Roma, 1952